# A-League
A A-League é a principal liga de futebol na Austrália, (conhecido como Isuzu UTE A-League por motivos de patrocínio). A liga é composta por 13 times, sendo 12 times da Austrália e 1 da Nova Zelândia.
A liga é dividida em duas fases, a temporada regular disputada por todos os times. Ao total são 26 partidas. Após a temporada regular ocorre as séries finais (Playoffs). Onde avança as 6 equipes principais mais bem colocadas na temporada regular, em uma série de eliminação até a grande final. 
Os clubes bem-sucedidos no campeonato A-League Men qualifica-se para as competições de clubes continentais asiáticos. Liga dos Campeões da AFC (ACL) e a Taça AFC. 
Diferentemente do Campeonato Brasileiro de Futebol não tem o sistema de promoção e rebaixamento.

## História
Em 2003 após o fim da National Soccer League, a Football Federation Australia anunciou um plano para a organização de um novo campeonato nacional para começar em 2005. A competição seria no formato de um time por cidade por duas razões: evitar a concentração de times em apenas uma cidade e a mais importante, cortar a conexão entre times e grupos de imigrantes (a NSL tinha vários times a qual os jogadores eram de grupos específicos de imigrantes). O plano inicial era de criar clubes privados representando as cidades de Sydney, Melbourne, Perth, Brisbane, Adelaide, Newcastle e um representante da Nova Zelândia. A representação de um time da região de Central Coast foi anunciada em novembro de 2004, sendo a competição um formato curto de campeonato para promover uma futura expansão.

## O logo
A logomarca da A-League foi desenhada pela Coast Design Sydney. Compõe-se de uma esfera tridimensional no formato de uma bola de futebol bicolor representando o sol, a terra e o deserto. A figura saindo do centro descreve as estações do tempo. As oito letras A representam os oito times que fundaram a liga.

## Times
Cada time da A-League possui 23 jogadores com o salário máximo de 1,6 milhões de dólares australianos para todo o time em toda temporada, sendo que os times podem contratar um jogador com salário ilimitado.

### Times atuais
| Time                     | Primeira temporada | Estádio                          | Cidade          | Capacidade |
| ------------------------ | ------------------ | -------------------------------- | --------------- | ---------- |
| Adelaide United          | 2005-06            | Hindmarsh Stadium                | Adelaide, SA    | 16,500     |
| Central Coast Mariners   | 2005-06            | Bluetongue Central Coast Stadium | Gosford, NSW    | 20,059     |
| Macarthur FC             | 2020-21            | Campbelltown Stadium             | Macarthur, NSW  | 17,500     |
| Melbourne City           | 2010-11            | Melbourne Rectangular Stadium    | Melbourne, VIC  | 30.050     |
| Melbourne Victory        | 2005-06            | Docklands Stadium                | Melbourne, VIC  | 55,000     |
| Newcastle United Jets    | 2005-06            | EnergyAustralia Stadium          | Newcastle, NSW  | 28,000     |
| Perth Glory              | 2005-06            | HBF Park Stadium                 | Perth, WA       | 18,450     |
| Brisbane Roar            | 2005-06            | Suncorp Stadium                  | Brisbane, QLD   | 52,000     |
| Sydney FC                | 2005-06            | Sydney Football Stadium          | Sydney, NSW     | 41,159     |
| Western Sydney Wanderers | 2011-12            | Bankwest Stadium                 | Parramatta, NSW | 30,000     |
| Wellington Phoenix       | 2007-08            | Westpac Stadium                  | Wellington, NZ  | 34,500     |
| Western United           | 2019-20            | Mars Stadium                     | Ballarat, VIC   | 11,000     |

## Temporadas
| Grand Final      | Grand Final           | Grand Final   | Grand Final              | Grand Final                   | Grand Final | Campeão da temporada regular |
| Temporada        | Campeão               | Resultado     | Vice-Campeão             | Estádio                       | Público     | Campeão da temporada regular |
| ---------------- | --------------------- | ------------- | ------------------------ | ----------------------------- | ----------- | ---------------------------- |
| 2005-06 Detalhes | Sydney FC             | 1–0           | Central Coast Mariners   | Aussie Stadium                | 41.689      | Adelaide United              |
| 2006-07 Detalhes | Melbourne Victory     | 6–0           | Adelaide United          | Docklands Stadium             | 55.436      | Melbourne Victory            |
| 2007-08 Detalhes | Newcastle United Jets | 1–0           | Central Coast Mariners   | Sydney Football Stadium       | 36.354      | Central Coast Mariners       |
| 2008-09 Detalhes | Melbourne Victory     | 1–0           | Adelaide United          | Docklands Stadium             | 53.273      | Melbourne Victory            |
| 2009-10 Detalhes | Sydney FC             | 1–1 4-2 (pen) | Melbourne Victory        | Docklands Stadium             | 44.560      | Sydney FC                    |
| 2010-11          | Brisbane Roar         | 2–2 4-2 (pen) | Central Coast Marines    | Suncorp Stadium               | 50.168      | Brisbane Roar                |
| 2011-12          | Brisbane Roar         | 2–1           | Perth Glory              | Suncorp Stadium               | 50.334      | Central Coast Marines        |
| 2012-13          | Central Coast Marines | 2–0           | Western Sydney Wanderers | Allianz Stadium               | 42.102      | Western Sydney Wanderers     |
| 2013-14          | Brisbane Roar         | 2–1           | Western Sydney Wanderers | Suncorp Stadium               | 51.153      | Brisbane Roar                |
| 2014-15          | Melbourne Victory     | 3–0           | Sydney FC                | Melbourne Rectangular Stadium | 29.843      | Melbourne Victory            |
| 2015-16          | Adelaide United       | 3–1           | Western Sydney Wanderers | Adelaide Oval                 | 50.119      | Adelaide United              |
| 2016-17          | Sydney FC             | 1–1 4-2 (pen) | Melbourne Victory        | Allianz Stadium               | 41.546      | Sydney FC                    |
| 2017-18          | Melbourne Victory     | 1–0           | Newcastle United Jets    | McDonald Jones Stadium        | 29.000      | Sydney FC                    |
| 2018-19          | Sydney FC             | 0–0 4-1 (pen) | Perth Glory              | Optus Stadium                 | 56.371      | Perth Glory                  |
| 2019-20          | Sydney FC             | 1–0           | Melbourne City           | Bankwest Stadium              | 7.051       | Sydney FC                    |
| 2020-21          | Melbourne City        | 3-1           | Sydney FC                | Melbourne Rectangular Stadium | 14,017      | Melbourne City               |
| 2021-22          | Western United        | 2-0           | Melbourne City           | Melbourne Rectangular Stadium | 14,017      | Melbourne City               |
| 2022-23          | Central Coast Marines | 6-1           | Melbourne City           | CommBank Stadium              | 26.523      | Melbourne City               |

## Campeões
| Ranking | Time                     | Títulos | Anos dos títulos              | Vices                 |
| 1       | Sydney FC                | 5       | 2006, 2010, 2017, 2019 e 2020 | 2 (2015 e 2021)       |
| 2       | Melbourne Victory        | 4       | 2007, 2009, 2015 e 2018       | 3 (2010, 2017 e 2025) |
| 3       | Brisbane Roar            | 3       | 2011, 2012 e 2014             | 0                     |
| 4       | Central Coast Marines    | 3       | 2013, 2023 e 2024             | 3 (2006, 2008 e 2011) |
| 5       | Adelaide United          | 1       | 2016                          | 2 (2007 e 2009)       |
| 6       | Newcastle United Jets    | 1       | 2008                          | 1 (2018)              |
| 6       | Melbourne City           | 2       | 2021 e 2025                   | 2 (2020 e 2023)       |
| 8       | Western Sydney Wanderers | 0       | 0                             | 3 (2013, 2014 e 2016) |
| 9       | Perth Glory              | 0       | 0                             | 2 (2012 e 2019)       |
| ------- | ------------------------ | ------- | ----------------------------- | --------------------- |

## Recordes
- Maior goleada
  - Melbourne Victory 6–0 Adelaide United, 18 de fevereiro de 2007 (Grand Final 2006-07)
- Maior público
  - 56.371: Sydney FC x Perth Glory, 19 de maio de 2019, Optus Stadium (Grand Final  2018-19)
- Maior goleador
  -  Bobô – 27 gols